# Euroobveznica (eurozona)
Euroobveznice ili obveznice stabilnosti predložene su da državne obveznice koje bi se zajednički izdale u eurima od strane država članica Europske unije koje su članice eurozone. Ideju je prvi put pokrenula Barrosova Europska komisija 2011. godine tijekom europske krize državnog duga. Euroobveznice bi bile dužničke investicije pri čemu investitor pozajmljuje određenu svotu novca, na određeno vrijeme, uz određenu kamatnu stopu, čitavom bloku eurozone, a onda bi se taj novac dalje prosljeđivao pojedinim vladama zemalja članica. Prijedlog je ponovno predstavljen 2020. godine kao potencijalni odgovor na utjecaje pandemije COVID-19 u Europi, popularno nazvanima "koronskim obveznicama, korona obveznicama, korona-obveznicama".
Euroobveznice su predložene kao način rješavanja Europske dužničke krize, jer bi prezadužene države mogle posuđivati nova sredstva pod boljim uvjetima, jer bi imale bolji kreditni rang - koji bi bio spoj kreditnih rangova svih zemalja članica Eurozone. To bi tim državama omogućilo pristup jeftinijim kreditima zahvaljujući snazi drugih ekonomija eurozone, što je kontroverzno jer može dovesti do problema muktašenja. Prijedlog su uglavnom favorizirale zadužene vlade država članica poput Portugala, Grčke i Irske, ali su naišle na snažno protivljenje, posebno Njemačke, najjače ekonomije eurozone. Ideja se na kraju nikada nije pretočila u djelo zbog njemačkog i nizozemskog protivljenja; kriza je konačno razriješena deklaracijom ECB-a iz 2012. godine da će poduzeti "sve što je potrebno" za stabilizaciju valute.

## Prijedlog plave obveznice
U svibnju 2010. dvojica ekonomista Jakob von Weizsäcker i Jacques Delpla objavili su članak predlažući kombinaciju tradicionalnih nacionalnih obveznica (crvene obveznice) i zajednički izdanih euroobveznica (plavih obveznica) kako bi se spriječile dužničke krize u slabijim zemljama,  istovremeno jačajući fiskalnu održivosti. Prema prijedlogu, države članice EU trebale bi do 60 posto svog bruto domaćeg proizvoda (BDP) svog nacionalnog duga objediniti kao solidarnu odgovornost kao stariji državni dug (plava tranša), smanjujući tako troškove posudbe za taj dio duga. Svaki državni dug izvan alokacije plave obveznice u zemlji (crvena tranša) trebao bi se izdati kao nacionalni i mlađi dug sa zdravim postupcima za uredno neispunjavanje obveza, povećavajući tako marginalne troškove javnog zaduživanja i pomažući jačanju fiskalne discipline. Zemlje sudionice također moraju osnovati Neovisno vijeće za stabilnost  u kojem bi glasali parlamenti država članica, gdje bi se svake godine predložilo izdvajanje za plavu obveznicu i osigurala fiskalna odgovornost.
Autori tvrde da iako njihov koncept neće dovesti do brzog rješavanja problema, njihov prijedlog Plave obveznice zacrtao bi poticajni i trajni izlaz iz dileme duga, istovremeno ''pomažući pripremiti teren za rast eura kao važne rezervne valute, koja bi mogla smanjiti troškove posudbe za sve uključene". Manje zemlje s relativno nelikvidnim državnim obveznicama (poput Austrije i Luksemburga) mogle bi imati najviše koristi od ekstra likvidnosti plave obveznice, iako bi se očekivalo da će troškovi posudbe Njemačke u okviru sheme plavih obveznica pasti ispod trenutne razine. Zemlje s visokim udjelom duga u BDP-u (poput Italije, Grčke i Portugala) imale bi snažan poticaj za fiskalnu prilagodbu.

## Prijedlog Europske komisije
Europska je komisija 21. studenoga 2011. predložila europske obveznice koje bi zajednički izdale 17 država eurozone kao učinkovit način za rješavanje financijske krize. Komisija je 23. studenoga 2011. predstavila Zelenu knjigu kojom se procjenjuje izvedivost zajedničkog izdavanja državnih obveznica među državama članicama Europske unije u eurozoni. Suvereno izdavanje u eurozoni trenutno provode pojedinačno sve države članice EU-a. Uvođenje uobičajeno izdanih euroobveznica značilo bi udruživanje državnih izdavanja među državama članicama i podjelu povezanih tokova prihoda i troškova servisiranja duga.
Dana 29. studenog 2012., predsjednik Europske komisije Jose Manuel Barroso predložio je uvođenje euroobveznica korak po korak, prvo se primjenjujući na kratkoročne obveznice, zatim dvogodišnje obveznice, a kasnije i euroobveznice, na temelju duboko integriranog okvira gospodarskog i fiskalnog upravljanja.

### Tri pristupa euroobveznicama
Zelena knjiga navodi tri široka pristupa zajedničkom izdavanju euroobveznica na temelju stupnja supstitucije nacionalnog izdavanja (cjelovitog ili djelomičnog) i prirode temeljnog jamstva (solidarno ili više ili više).
1. Potpune euroobveznice sa zajedničkom odgovornošću : Ova opcija sugerira da se cijela nacionalna emisija u potpunosti zamijeni euroobveznicama, a svaka članica EU-a u potpunosti odgovara za cijelo izdanje. Prema Europskoj komisiji "ovo bi imalo snažne potencijalne pozitivne učinke na stabilnost i integraciju. Ali istodobno, ukidanjem pritiska na tržište ili kamatne stope na države članice predstavljao bi relativno visok rizik moralnog hazarda i mogle bi mu trebati značajne promjene ugovora."
2. Djelomične euroobveznice sa zajedničkom odgovornošću : Druga opcija objedinit će samo dio pozajmica, za koje opet jamče svi. To znači da bi države članice EU još uvijek dijelom izdavale nacionalne obveznice kako bi pokrile udio svojih dugova iznad određenog postotka BDP-a koji nije pokriven euroobveznicama. Komisija ne navodi određeni opseg ili udio financijskih potreba koje bi bile pokrivene nacionalnim obveznicama s jedne strane i euroobveznicama s druge strane. Međutim, prijedlog je sličan prijedlogu Njemačkog vijeća ekonomskih stručnjaka koje je predložilo Europski kolektivni otkupni fond, koji bi uzajamno udružio dug u eurozoni iznad 60%, u kombinaciji sa smjelim programom smanjenja duga za one zemlje koje nisu na životnoj potpori Europskog fonda za financijsku stabilnost. Očekivalo bi se da će za ovu opciju biti potrebna izmjena Ugovora o UFEU-u .[7]
3. Djelomične euroobveznice bez zajedničkih jamstava: Prema trećoj opciji koja je slična prijedlogu plavih obveznica, euroobveznice bi ponovno pokrivale samo dijelove duga (poput opcije 2), ali bez zajedničkih jamstava. To bi moglo nametnuti stroge uvjete ulaska za manju skupinu zemalja kako bi udružilo dio duga i omogućilo uklanjanje zemalja koje ne ispunjavaju svoje fiskalne obveze. Zbog "mehanizma za preraspodjelu nekih prednosti financiranja ... između vlada s višom i nižom ocjenom", ovom se opcijom želi smanjiti rizik od moralnog rizika za vođenje ekonomske i fiskalne politike. Za razliku od prva dva pristupa, to bi uključivalo "nekoliko, ali ne i zajedničkih" vladinih jamstava i stoga bi se moglo provesti relativno brzo, bez potrebe za promjenom ugovora o EU.

#### Predloženi efekti
Prema prijedlogu Europske komisije, uvođenje euroobveznica stvorilo bi nova sredstva putem kojih vlade financiraju svoj dug, nudeći sigurne i likvidne mogućnosti ulaganja. To bi "potencijalno moglo brzo ublažiti trenutnu krizu državnog duga, jer bi države članice s visokim prinosom mogle imati koristi od jače kreditne sposobnosti država s niskim prinosom". Učinak bi bio neposredan čak i ako bi uvođenje euroobveznica potrajalo, jer se promijenjena tržišna očekivanja trenutno prilagođavaju, što rezultira nižim prosječnim i graničnim troškovima financiranja, posebno onim državama članicama EU koje su najviše pogođene financijskom krizom. Komisija također vjeruje da bi euroobveznice mogle učiniti financijski sustav eurozone otpornijim na buduće nepovoljne šokove i ojačati financijsku stabilnost. Nadalje, mogli bi smanjiti ranjivost banaka u eurozoni na pogoršanje kreditne ocjene pojedinih država članica pružajući im izvor snažnijeg osiguranja. Postavljanje integriranog tržišta obveznica za euro područje pružilo bi sigurnu i likvidnu priliku za ulaganje štedišama i financijskim institucijama koje se po veličini i likvidnosti podudaraju s američkim dolarima, što bi također ojačalo poziciju eura kao međunarodne pričuvne valute i poticati uravnoteženiji globalni financijski sustav.
S druge strane, vlade tih država za koje bi većina ljudi htjela da preuzmu na sebe rizike duga ne smatraju da je to dobra ideja i vide druge učinke. Ne razumiju zašto bi to trebalo pomoći grupi država koje su se pretjerano zaduživale i zaobilazile ugovore EU-a već dugi niz godina i sada im olakšati još veće zaduživanje putem euroobveznica. Njemačka je jedna od onih skeptičnih država, zajedno s Austrijom, Finskom i Nizozemskom.
Hans-Werner Sinn s minhenskog Instituta za ekonomska istraživanja Ifo vjeruje da su troškovi njemačkih poreznih obveznika između 33 i 47 milijardi eura godišnje. Ostali ekonomisti poput Henrika Enderleina iz Hertie School of Governance i Gustava Horna iz Instituta za makroekonomsku politiku (IMK) potvrđuju te brojke. Oboje sugeriraju da bi njemačke kamatne stope porasle neznatno, jer bi euroobveznice profitirale od znatno veće likvidnosti i potražnje iz cijelog svijeta. Drugi opet vjeruju da bi njemačke kamatne stope mogle i pasti. Stručnjaci iz njemačkog ministarstva financija očekuju da će troškovi posudbe porasti za 0,8%, što će rezultirati dodatnim troškovima posudbe od 2,5 milijarde eura u prvoj godini uvođenja i 5 milijardi eura u drugoj godini, dostižući 20-25 milijardi eura nakon 10 godina. Napokon, pristaše euroobveznica tvrde da bi njihovo uvođenje "bilo daleko jeftinije od kontinuiranog povećanja hitnih mjera ili čak neuspjeha eura".

### Pooštrena fiskalna pravila
Predstavljajući ideju "obveznica stabilnosti", Jose Manuel Barroso inzistirao je na tome da bi svaki takav plan trebao biti usko povezan sa strogim fiskalnim nadzorom i koordinacijom ekonomske politike kao ključnim mjerom kako bi se izbjegao moralni rizik i osigurale održive javne financije. Prema prijedlozima, vlade eurozone morale bi do 15. listopada predati Europskoj komisiji svoje nacrte državnih proračuna za sljedeću godinu. Povjerenstvo bi tada moglo zatražiti od vlade da revidira proračun ako vjeruje da to nije dovoljno ispravno da bi se ispunili ciljevi razine duga i deficita kako su utvrđeni u kriterijima konvergencije eura.
Dana 9. prosinca 2011. na sastanku Europskog vijeća, svih 17 članica eurozone i šest država koje se žele pridružiti složili su se o novom međuvladinom ugovoru kojim se strogo ograničavaju državna potrošnja i zaduživanje, uz kazne za one zemlje koje krše ograničenja. Sve ostale zemlje izvan eurozone, osim Velike Britanije, također su se spremne pridružiti, podložno parlamentarnom glasanju.

## Reakcije
Italija i Grčka često su se zalagale za euroobveznice, a tadašnji talijanski ministar gospodarstva Giulio Tremonti to je nazvao "glavnim rješenjem" za dužničku krizu eurozone. Sve veće broj ulagača i ekonomista dijeli ovo uvjerenje, rekavši da bi euroobveznice bili najbolji način rješavanja dužničke krize.
Međutim, Njemačka se i dalje protivi dugu koji bi zajednički izdali i preuzeli svih 17 članica valutnog bloka, rekavši da bi mogao znatno povećati obveze zemlje u dužničkoj krizi. Barroso je tvrdio da se Njemačka u načelu nije protivila zajedničkom izdavanju, ali je dovela u pitanje vrijeme.  Austrija, Bugarska, Finska i Nizozemska također su iznijele prigovore zbog izdavanja euroobveznica. Bugarski ministar financija Simeon Djankov kritizirao je euroobveznice u austrijskom Der Standardu: "Jeftini krediti doveli su nas u trenutnu krizu eurozone, naivno je misliti da će nas izvući iz nje."

### Kontra prijedlozi
28. studenog 2011. njemački list Die Welt izvijestio je da Njemačka, Francuska i još četiri članice EU-a s ocjenom AAA mogu izdavati zajedničke "elitne obveznice" (ili "trostruke A obveznice") u pokušaju da za sebe prikupe više novca po niskim kamatnim stopama i pod strogim uvjetima pomoći i zaduženim članicama euro regije. Austrija, Finska, Luksemburg i Nizozemska navodno su dio plana usmjerenog na stabilizaciju najbolje ocijenjenih zemalja i smirivanje financijskih tržišta. Očekuje se da će zajedničke obveznice šest zemalja imati kamatnu stopu od 2 do 2,5 posto.
Nakon prijedloga "petorice mudrih ekonomista" iz njemačkog Vijeća ekonomskih stručnjaka iz 2011. godine, Guy Verhofstadt, čelnik liberalne stranke ALDE u Europskom parlamentu, predložio je stvaranje europskog kolektivnog otkupnog fonda. Uzajamno bi udružio dug eurozone iznad 60%, kombinirajući ga sa smjelim programom smanjenja duga za zemlje koje nisu na potpori iz EFSF-a  (Europski fond za financijsku stabilnost) .
U siječnju 2012. godine radna skupina u okviru Europske lige za ekonomsku suradnju predstavila je nacrt Euro trezorskog fonda. Prijedlog, koji dalje razrađuje koncept koji je prvi uveo glavni ekonomist Rabo banke Wim Boonstra, traži privremeni fond od samo četiri godine i obveznice s dospijećem od najviše dvije godine.
U ožujku 2012. Boston Consulting Group također je nastavila s prijedlogom Njemačkog vijeća, složivši se da je "opseg problema prevelik da bi ga se moglo riješiti Europskim mehanizmom stabilnosti ili srednjoročnom injekcijom likvidnosti od strane Europske središnje banke " i favorizirajući euroobveznice ograničenog opsega.
U lipnju 2012. njemačka kancelarka Angela Merkel odlučno je odbila svaku njemačku potporu euroobveznicama.

## Kritičari
Planirano uvođenje euroobveznica ekonomisti su kritizirali iz razloga kao što su problem slobodnog jahača i moralni rizik. Uz ekonomske osnove, spominju se uglavnom pravni i politički razlozi koji bi mogli zabraniti uvođenje euroobveznica: članak 125. Lisabonskog ugovora izričito kaže da Europska unija i njezine države članice nisu odgovorne za obveze drugih članica. Budući da bi euroobveznice mogle biti u suprotnosti s člankom 125, možda bi se morao promijeniti prije uvođenja.

## Korona obveznice
██ Yes/In favor
██ Ne/Protiv
██ Neutralno / nepoznato stajalište
Španjolski i talijanski čelnici pozvali su na zajedničko izdavanje "korona obveznica" kako bi pomogli svojim zemljama, pogođenim izbijanjem koronavirusne bolesti 2019., da se oporave od epidemije. O korona obveznicama raspravljalo se 26. ožujka 2020. na sastanku Europskog vijeća, ali Njemačka i Nizozemska odbile su izdavanje takvih obveznica. Šefica Europske središnje banke Christine Lagarde, koja planira (odvojeno) kupiti više od 1 bilijuna eura obveznica kao odgovor na koronavirus, pozvala je EU da razmotri izdavanje koronskih obveznica.  Nakon sastanka španjolski čelnici nastavili su se zalagati za zajednički izdani dug.
Unatoč činjenici da su Europska komisija i Europska središnja banka izdale milijarde u posebnim fondovima, ublažile limite proračunskog deficita i državnog duga zemalja EU, neke članice (poput Francuske, Italije, Španjolske, Belgije, Irske, Portugala, Grčke, Slovenije i Luksemburga) zahtijevali su da se učini više u vezi s pandemijom COVID-19. Međutim, Njemačku koja je bila najoštriji protivnik euroobveznica, podržale su Austrija, Nizozemska, Finska i Estonija. U međuvremenu je talijanski premijer Giuseppe Conte postavio pitanje: "Što želimo raditi u Europi? Želi li svaka država članica ići svojim putem? ", također je dodao:" Ako smo unija, sada je vrijeme da to dokažemo ", u njemačkom tjedniku Die Zeit. Conte je također opisao Europski stabilizacijski mehanizam (ESM) kao "potpuno neadekvatan" za suočavanje s krizom.
Kasnije je šefica Europske komisije Ursula von der Leyen spomenula da se "Europa danas mobilizira zajedno s Italijom. Nažalost, to nije uvijek bio slučaj ", dodala je kasnije da će EU "dodijeliti do 100 milijardi eura (110 milijardi dolara) najteže pogođenim zemljama, počevši od Italije, kako bi se nadoknadilo smanjenje plaća onima koji rade skraćene sate".
Glavno protivljenje planu Komisije došlo je od takozvane Štedljive četvorke (Austrija, Danska, Nizozemska i Švedska).